# Las Marías
Las Marías è una città di Porto Rico situata nell'entroterra centro-occidentale dell'isola. L'area comunale confina a nord con San Sebastián, a est con Lares, a sud con Maricao e a ovest con Mayagüez e Añasco. Il comune, che fu fondato nel 1871, oggi conta una popolazione di oltre 10 000 abitanti ed è suddiviso in 14 circoscrizioni (barrios).